# Dukinfield

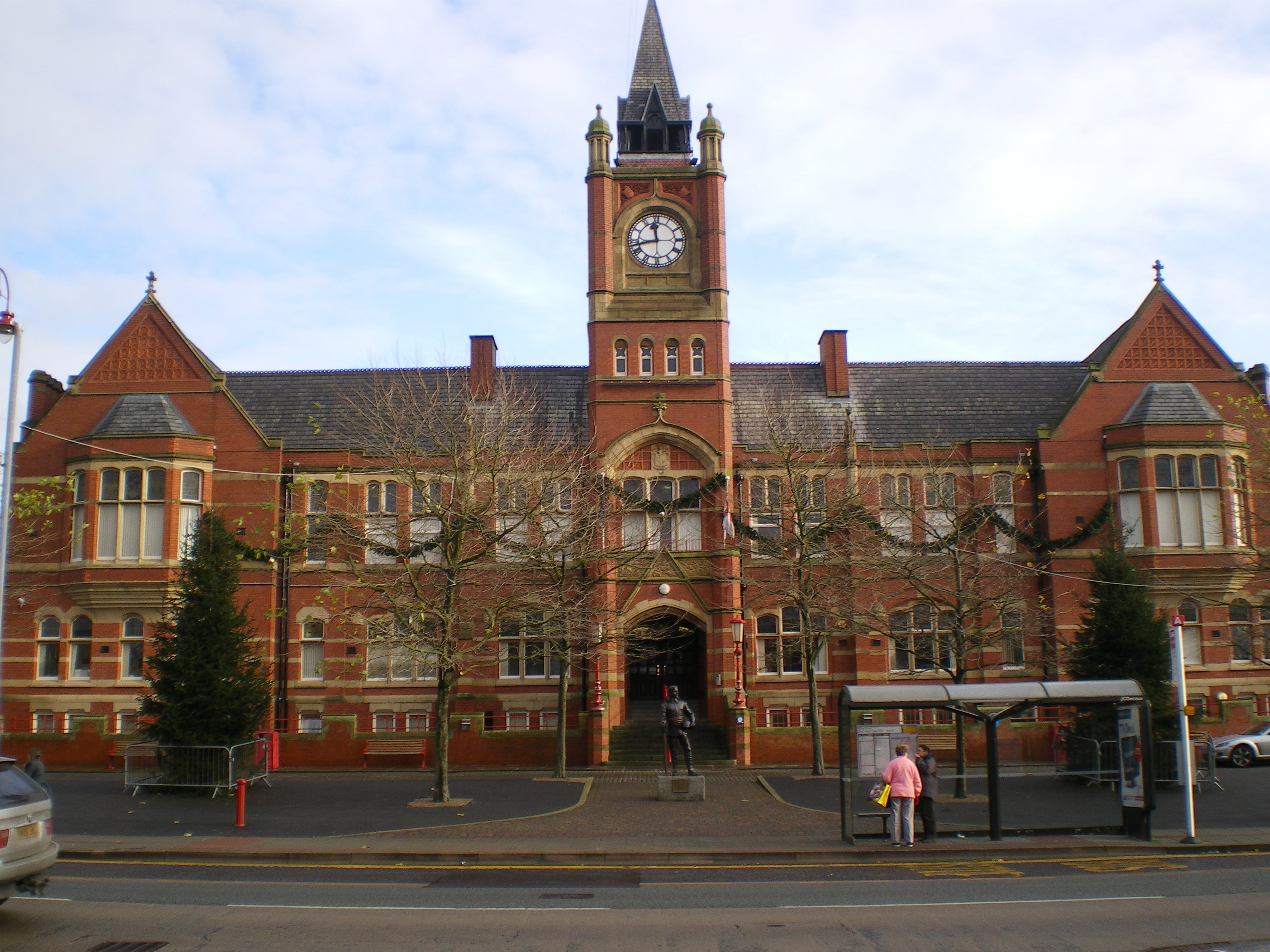
La mairie

Dukinfield est une ville du district métropolitain de Tameside dans le comté de Grand Manchester en Angleterre. En 2001, elle compte une population de 18 885 personnes.
Elle est jumelée depuis 1958 avec Champagnole, commune française du département du Jura, en Franche-Comté.

## Personnalité liée à la communauté
- Tony Brooks (1932–2022), pilote automobile britannique.